# ستار للرحلات البحرية
ستار للرحلات البحرية (بالإنجليزية: Star Cruises)‏ (بالصينية: 麗星郵輪) كانت شركة خطوط بحرية للسفن السياحية ورحلات الركاب مقرها الرئيسي في هونغ كونغ عملت في سوق آسيا والمحيط الهادئ.  وهي شركة تابعة لمجموعة جينتنج هونغ كونغ،

## لمحة تاريخية
تأسست ستار للرحلات البحرية بالشراكة مع مجموعة جينتنج ماليزيا في 10 نوفمبر 1993 ومقرها الرئيسي في هونغ كونغ.  كانت أولى السفن التابعة للشركة عبارة عن سفينتين تم شراؤهما من الشركة السويدية ريدري أي بي. وفي ما بعد ذلك من السنوات قامت الشركة بشراء العديد من السفن المستعملة الأخرى. في عام 1998 تسلمت أول سفينة جديدة لها باسم سوبر ستار ليو، تلتها السفينة الشقيقة سوبر ستار فرغو في عام 1999. كما استحوذت الشركة على خطوط صن للرحلات البحرية في نفس ذلك العام.
في عام 2000 استحوذت الشركة على نرويجيان للرحلات البحرية،  بما في ذلك شركاتها الفرعية لتصبح ستار أكبر خط للرحلات البحرية في العالم. وسرعان ما تم دمج العمليات في عمليات ستار للرحلات البحرية. وباعت حصتها المتبقية في نرويجيان للرحلات البحرية في 3 ديسمبر 2018 إيذانا بنهاية علاقة استمرت أكثر من عقد.
في عام 2001 أسست الشركة شركة شقيقة جديدة لعبارات الركاب البحرية، والتي بدأت تشغيل سفينتها الوحيدة واسا كوين، التي نشطت في رحلات قصيرة من هونغ كونغ إلى شيامن ورحلات القمار الليلية من هونغ كونغ ورحلات القمار من ميناء كلاغ في كوالالمبور.

## السفن السياحية
قائمة بأسماء الأسطول الحالي من السفن السياحية:
| الإسم              | تاريخ البناء | في الخدمة منذ | تاريخ آخر تجديد | الحمولة الإجمالية | الميناء الرئيسي | ملاحظة                                                                         | الصورة |
| ------------------ | ------------ | ------------- | --------------- | ----------------- | --------------- | ------------------------------------------------------------------------------ | ------ |
| ستار بيسش          | 1990         | 1994–الآن     | 2011            | 40,012 طن         | هونغ كونغ       | سابقًا كليبسو                                                                   |        |
| سوبر ستار أكواريوس | 1993         | 2007–الآن     | 2016            | 51,309 طن         | كيلونغ          | سابقًا نرويجيان ويند                                                            |        |
| سوبر ستار جميناي   | 1992         | 2012–الآن     | 2012            | 50,764 طن         | ميناء كلاغ      | سابقًا نرويجيان دريم                                                            |        |
| ذي تيبان           | 1989         | 1994–الآن     | 2013            | 3,370 طن          |                 | في الخدمة سابقًا باسم "ميجا ستار ايرس" (1994-2013) و "جينتنج وورلد (2013-2015)" |        |

## وصلات خارجية
- الموقع الرسمي